# ذي رادم (السدة)

تعديل مصدري - تعديل

ذي رادم محلة تابعة لقرية بيت الفايق، التابعة لعزلة الاعماس بمديرية السدة إحدى مديريات محافظة إب في الجمهورية اليمنية.، بلغ تعداد سكانها 28 حسب تعداد اليمن لعام 2004.